# شهادة الكفاءة في البرتغالية للأجانب
سيليب براز (بالبرتغالية: Certificado de Proficiência em Língua Portuguesa para Estrangeiros‏)، «شهادة الكفاءة في البرتغالية للأجانب» هي شهادة الكفاءة الوحيدة في البرتغالية البرازيلية كلغة ثانية معترف بها رسمياً من قبل وزارة التعليم البرازيلية. يتم تقديم امتحان Celpe-Bras في البرازيل والعديد من البلدان الأخرى، مثل الولايات المتحدة وألمانيا وشيلي وكولومبيا واليابان، بدعم من وزارة الشؤون الخارجية. 
يتم إجراء الاختبار من قبل متعلمي اللغة البرتغالية الذين يرغبون في قياس تقدمهم أو الذين يرغبون في تقديم دليل على مستوى كفاءتهم، والطلاب الذين يخططون للدراسة في مؤسسة التعليم العالي في البرازيل، والمهنيين الذين يرغبون في الحصول على شهادة أكاديمية من بلدهم تم التحقق من صحة البلد في البرازيل أو الذين يحتاجون إلى التسجيل لدى الهيئات المهنية مثل المجلس الفيدرالي البرازيلي للطب.

## مستويات
يأخذ جميع المرشحين نفس الاختبار ، ويتم تصنيفهم فيما بعد على أنهم قد حققوا أحد مستويات الكفاءة الأربعة: المتوسطة ، المتوسطة العليا ، المتقدمة ، أو المتقدمة للغاية. 

## التسجيل
يتم التسجيل للاختبار عبر الإنترنت مقابل رسوم في موقع مراكز اختبار Celpe-bras المحلية. مكون الكتابة يحدث صباح الثلاثاء. يحدث مكون التحدث بعد ظهر يوم الثلاثاء أو يوم الأربعاء أو الخميس. 
مطلوب الهوية ، وستكون النتائج متاحة على الإنترنت ، في غضون ثلاثة أشهر من الامتحان. 

## روابط خارجية
- INEP Celpe-Bras
- سيلبي براس الإعدادية
- تعرف على المزيد حول Celpe-Bras